# Graveyard Classics III
 (mars 2024).
Si vous disposez d'ouvrages ou d'articles de référence ou si vous connaissez des sites web de qualité traitant du thème abordé ici, merci de compléter l'article en donnant les références utiles à sa vérifiabilité et en les liant à la section « Notes et références ».
Albums de Six Feet Under
Death Rituals
(2008) Undead
(2012)
Graveyard Classics III est un album musical du groupe Six Feet Under.
Cet album est le troisième Graveyard, un ensemble de reprise des classiques rock/metal façon Six Feet Under. Il fait suite au premier Graveyard (2000) et au second (2004) entièrement consacré à AC/DC et leur album original Back in Black. Graveyard Classics III a été enregistré à Tampa en Floride et a été produit par Chris Barnes.

## Liste des titres
1. A Dangerous Meeting - Mercyful Fate
2. Metal on Metal - Anvil
3. The Frayed Ends of Sanity - Metallica
4. At Dawn They Sleep - Slayer
5. Not Fragile - TBO
6. On Fire - Van Halen
7. Pounding Metal - Exciter
8. Destroyer - Twisted Sister
9. Psychotherapy - The Ramones
10. Snap Your Fingers, Snap Your Neck - Prong

## Composition du groupe
- Chris Barnes (chant)
- Steve Swanson (guitares)
- Terry Butler (basse)
- Greg Gall (batterie)